# 柳山镇
柳山镇，是中华人民共和国山東省潍坊市临朐县下辖的一个乡镇级行政单位。

## 行政区划
柳山镇下辖以下地区：
柳山寨村、辛庄村、后疃村、侯家庄村、范家河村、马庄村、侯家河村、郭家庄村、英山河村、孙庄村、朱家沟村、洪山村、洋河村、辛山村、翠飞村、杜家庄村、庙山村、城头村、徐家河村、魏家村和冯家沟村。